# The Great Divide
The Great Divide é o álbum de estreia da carreira solo de Scott Stapp, vocalista do Creed, lançado em 2005.

## História
Após o hiato do Creed, Scott Stapp traça um novo caminho para sua carreira. Lançando em 2005, The Great Divide, que significa a divisão de vida que Scott passou e está passando, vida nova e homem novo, nova criatura. Na sua musicalidade, esse primeiro trabalho solo foi típico dos tempos do Creed, um rock com vocais fortes e agressividade nos instrumentos. The Great Divide traz vocais fortes e muito barulho, características que tornaram Scott Stapp famoso quando liderava o Creed.

## Faixas
1. Reach Out - 4:27
2. Fight Song - 4:05
3. Hard Way - 3:42
4. Justify - 5:23
5. Let Me Go - 4:14
6. Surround Me - 4:35
7. The Great Divide - 4:01
8. Sublime - 4:13
9. You Will Soar - 3:39
10. Broken - 4:17